# Liste der Norderneyer Fährschiffe
Die Liste der Norderneyer Fährschiffe enthält die Fährschiffe der Reederei Norden-Frisia, die für die Nordseeinsel Norderney im Einsatz waren oder sind.
| Bild | Name während der Dienstzeit | Zeit des Norderney-Dienstes | Baujahr | Schiffstyp     | IMO-Nr. / letzter/heutiger Name |
| ---- | --------------------------- | --------------------------- | ------- | -------------- | ------------------------------- |
|      | Frisia I                    | seit 1970                   | 1970    | RoPax          | 7018604                         |
|      | Frisia II                   | seit 1978                   | 1978    | RoPax          | 7723974                         |
|      | Frisia III                  | seit 2015                   | 2015    | RoPax          | 9732450                         |
|      | Frisia III                  | 1960–1998                   | 1960    | Seebäderschiff | 5121768 / BlueWhite Eagle       |
|      | Frisia IV                   | 1953–1971                   | 1953    | Seebäderschiff | 5121770                         |
|      | Frisia IV                   | seit 2002                   | 2002    | RoPax          | 9246839                         |
|      | Frisia V                    | 1965–2016                   | 1965    | RoPax          | 8827181                         |
|      | Frisia VI                   | seit 1968                   | 1968    | RoPax          | 8827179                         |
|      | Frisia VII                  | seit 1995                   | 1984    | Landungsschiff | 8891807                         |
|      | Frisia VIII                 | 1962–2003                   | 1962    | RoPax          | 8842519 / San Lucas II          |
|      | Frisia VIII                 | seit 2010                   | 2010    | Landungsschiff | 9578127                         |
|      | Frisia IX                   | seit 1980                   | 1980    | Seebäderschiff | 7924310                         |
|      | Frisia X                    | seit 1972                   | 1972    | Seebäderschiff | 7222308                         |
|      | Frisia XI                   | seit 2015                   | 1969    | Seebäderschiff | 8137237                         |
|      | Frisia E-I                  | seit 2025                   | 2024    | Katamaran      | 1013250                         |